# 화원역
화원역(Hwawon station, 花園驛)은 대한민국 대구광역시 달성군 화원읍 천내리에 있는 대구 도시철도 1호선의 지하철역이다. 천내천 하저터널로 설화명곡역과 연결된다.

## 특징
화원교 하저터널로 설화명곡역과 연결된다. 역 바로 옆에 화원읍사무소가 있으며, 화원읍의 중심가이자 아파트 단지에 역이 위치하고 있다. 이 역에서 시내버스로 환승하여 화원유원지, 사문진, 다산문화공원, 고령군 다산면 등으로 접근이 가능하다. 역 인근에 뱀산이 있으며, 이 역은 화원교 하저터널도 있는 데다가 주변 지대가 약간 높아서 역이 깊은 편에 속한다.

## 역명의 유래
신라의 경덕왕이 가야산에서 질병 치료를 위해 휴양 중이던 왕자에게 문병 차 가던 중 이곳에 피어나 있던 갖가지 아름다운 꽃들을 보고 크게 감탄하였다는 데서 화원 이라고 하였다.

## 역사
- 2016년 5월 31일 : 화원역으로 역명 결정[1]
- 2016년 9월 8일 : 대구 도시철도 1호선 서편연장 구간 개통과 함께 영업 개시

## 역 구조
2면 2선의 곡선 상대식 승강장을 갖추고 있는 지하역이며, 스크린도어가 설치되어 있다. 화장실은 개찰구 외부에 있다.
곡선 승강장이나, 발빠짐 주의 안내방송을 하지 않는다.

### 승강장
| 설화명곡 ↑ |
| \| 상      |
| ↓ 대곡     |

| 상행 | ● 대구 도시철도 1호선 | 설화명곡 방면                |
| 하행 | ● 대구 도시철도 1호선 | 반월당·중앙로·안심·하양 방면 |

- 대합실을 통해, 반대편 승강장으로 이동이 가능하다.

## 역 주변
| 나가는 곳 | 방면 |
| --------- | --- |
| 1         | 화원유원지 화원우체국 화원태왕리더스아파트 화원파출소 농협 하나로마트 화원점 화원동산 방면 고령군 다산면          |
| 2         | 화원초등학교 화원전통시장                                                                                         |
| 3         | 화원읍행정복지센터 대구교도소 한남미용중학교 미용정보고등학교 달성군선거관리위원회                                |
| 4         | 화원파출소 천내초등학교 천내중학교 천내고등학교 영남맨션 동산맨션 천내우방아파트 천내평광2차아파트 창신맨션아파트 |

## 승차량 변동
| 역 노선 | 승차 인원 | 승차 인원 | 승차 인원 | 승차 인원 | 승차 인원 |
| 역 노선 | 2016년    | 2017년    | 2018년    | 2019년    | 2020년    |
| ------- | --------- | --------- | --------- | --------- | --------- |
| 1호선   | 3,410     | 3,606     | 4,069     | 4,178     | 2,938     |

## 인접한 역
| 대구 도시철도 1호선 | 대구 도시철도 1호선   | 대구 도시철도 1호선 |
| ------------------- | --------------------- | ------------------- |
| 115 설화명곡 방면   | ● 대구 도시철도 1호선 | 117 대곡 하양 방면  |

## 갤러리

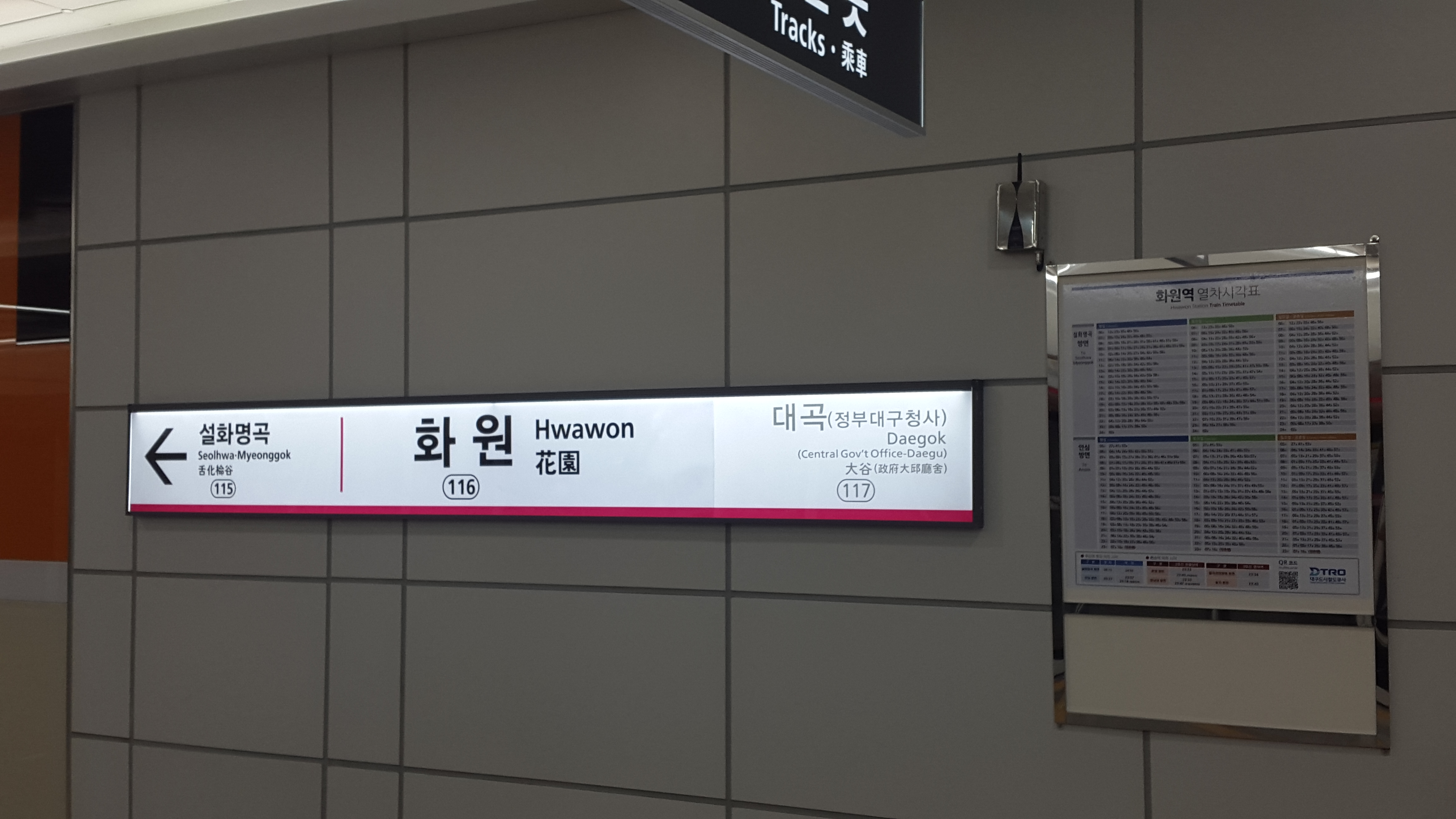
역명판(설화명곡 방면)
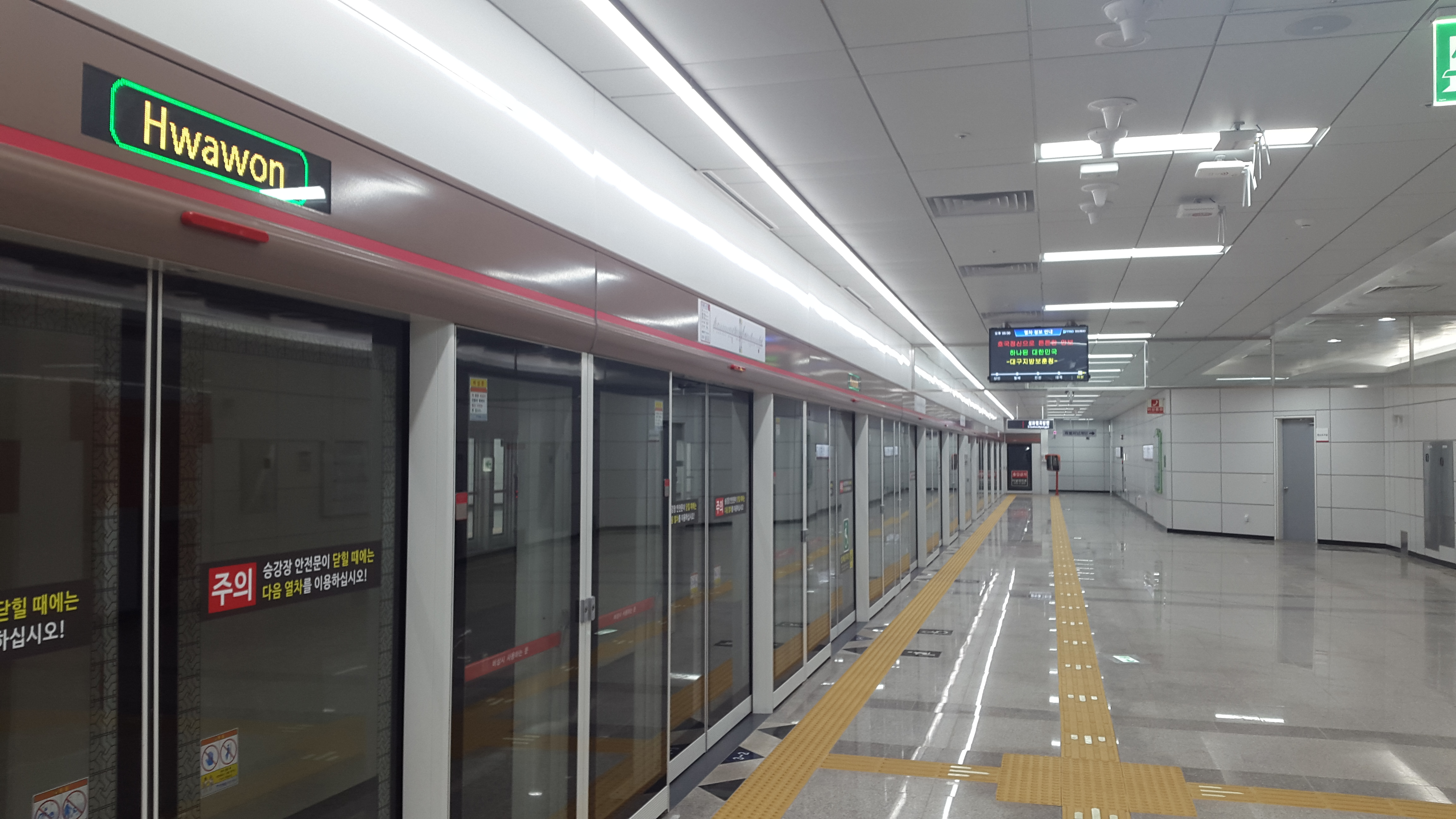
승강장(LCD 교체 전)
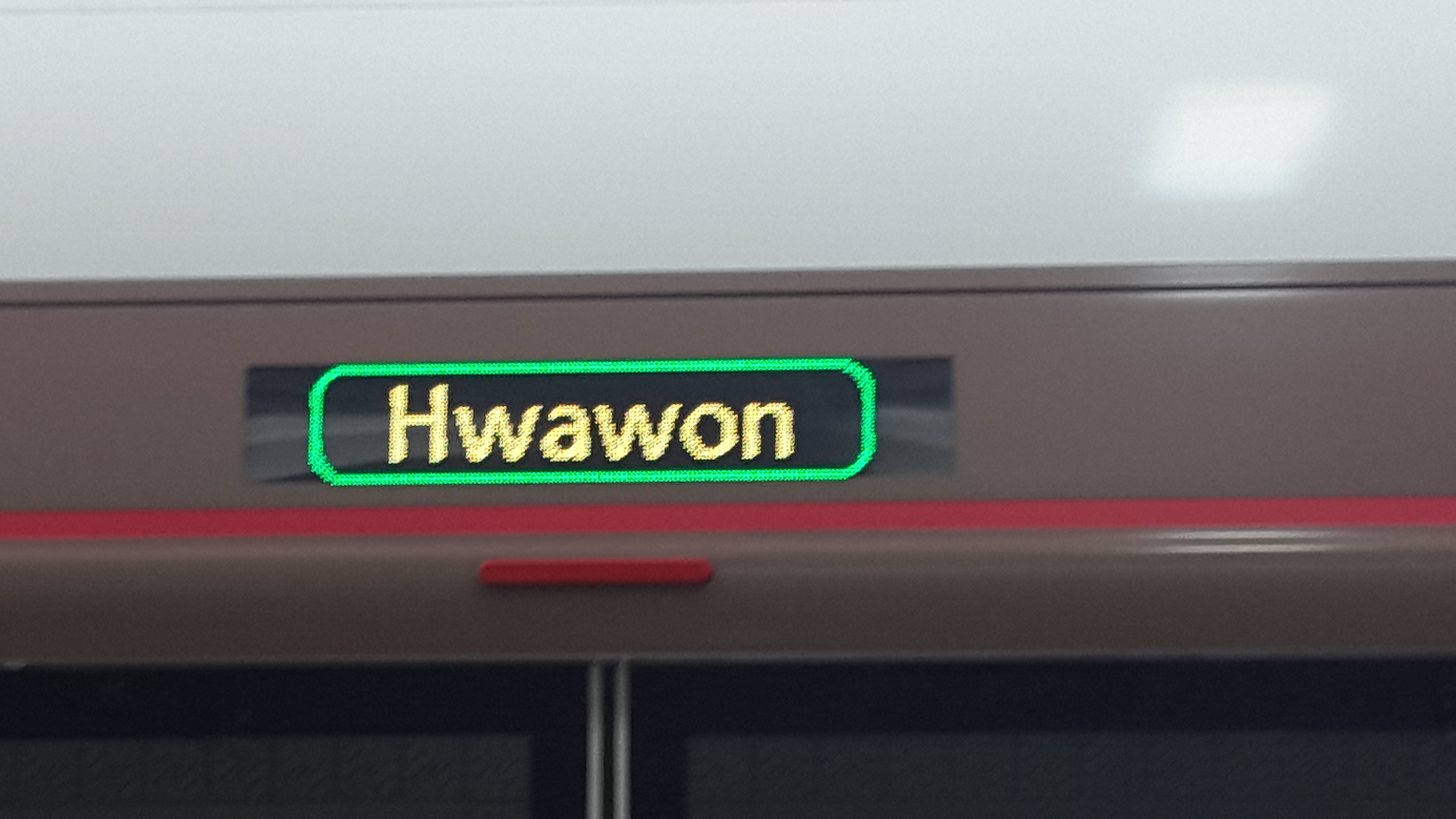
화원역 전자형 스크린도어 2
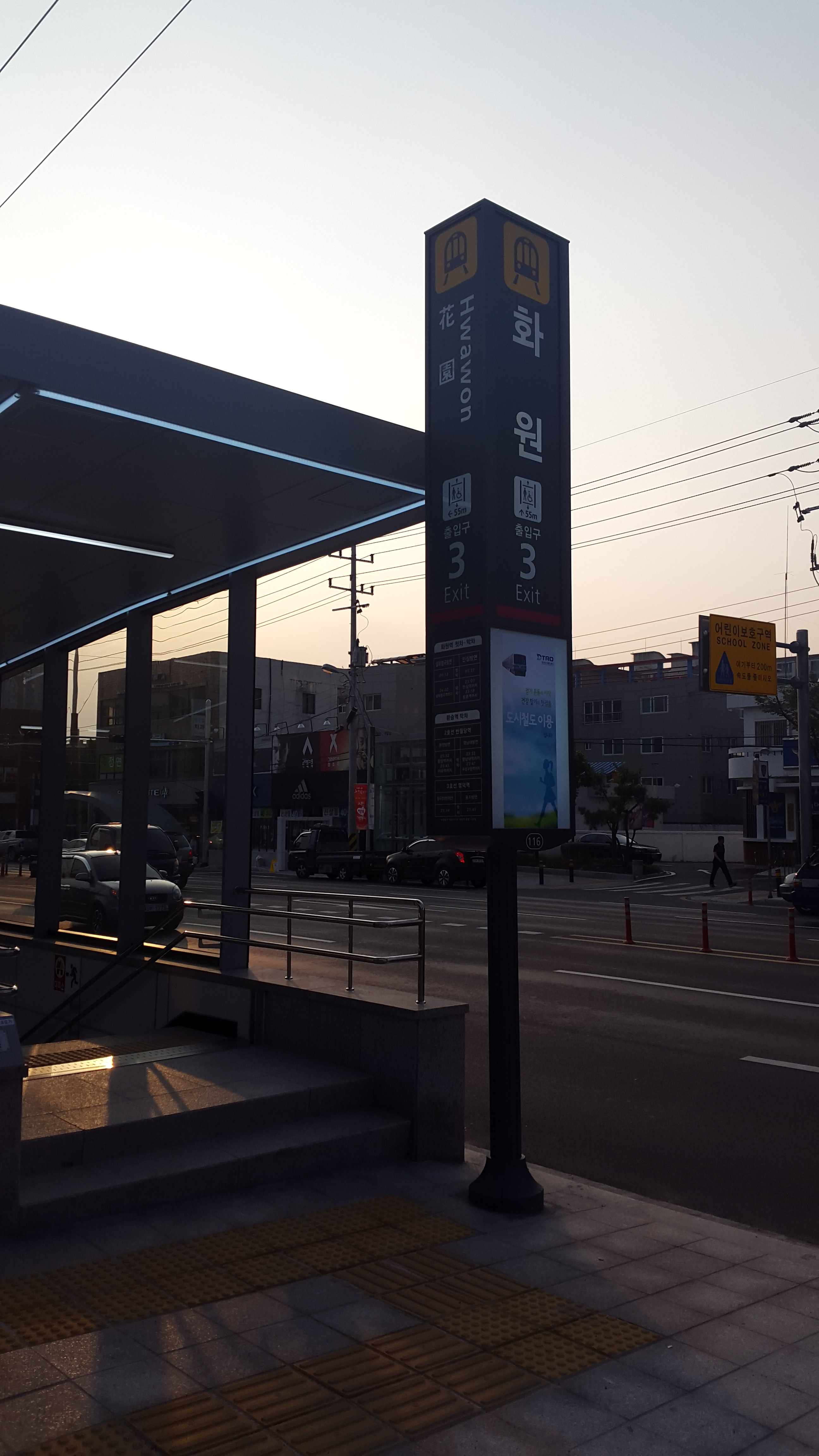
화원역 3번 출구
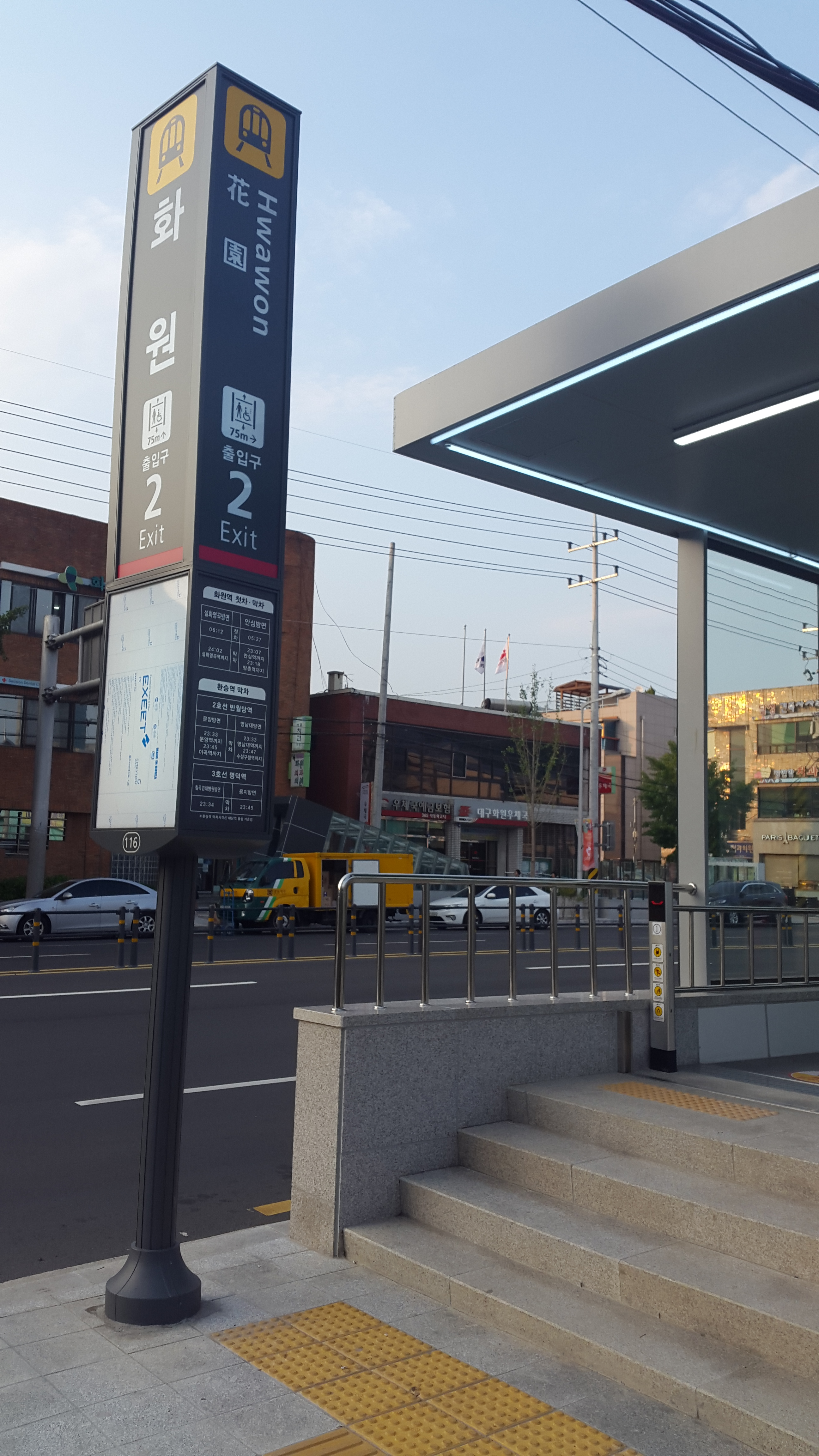
화원역 2번 출구
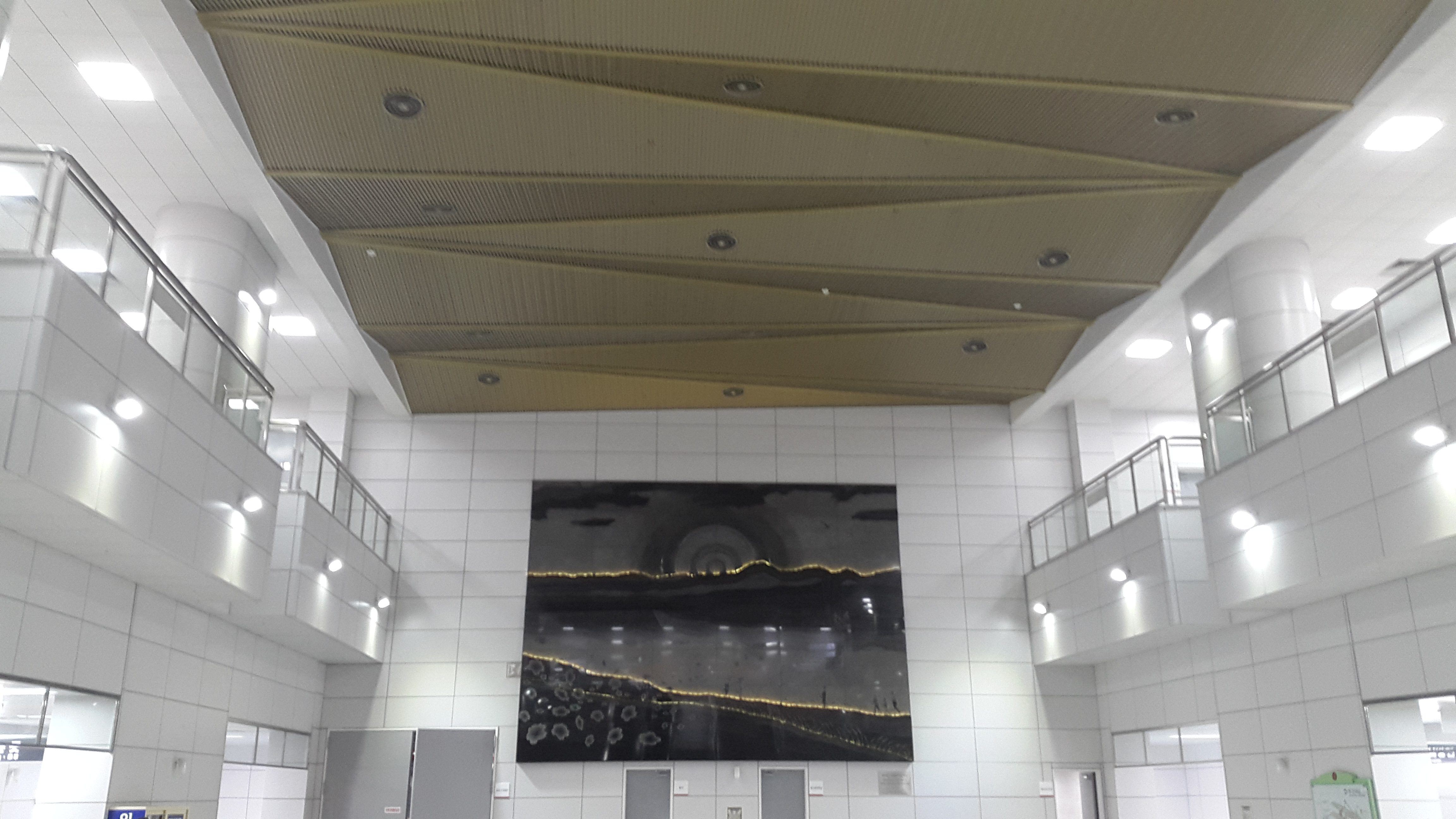
화원역 그림
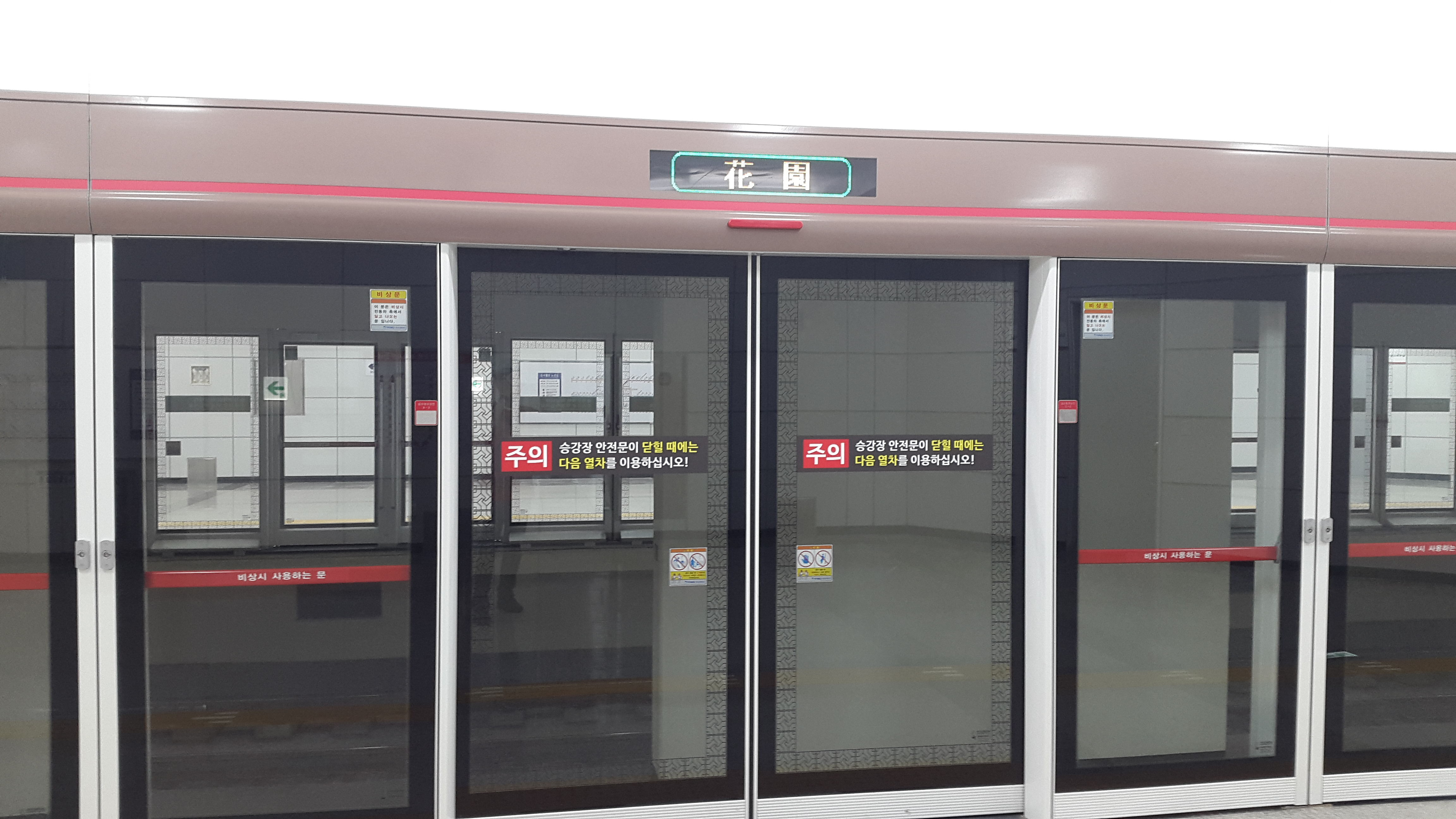
화원역 스크린도어1
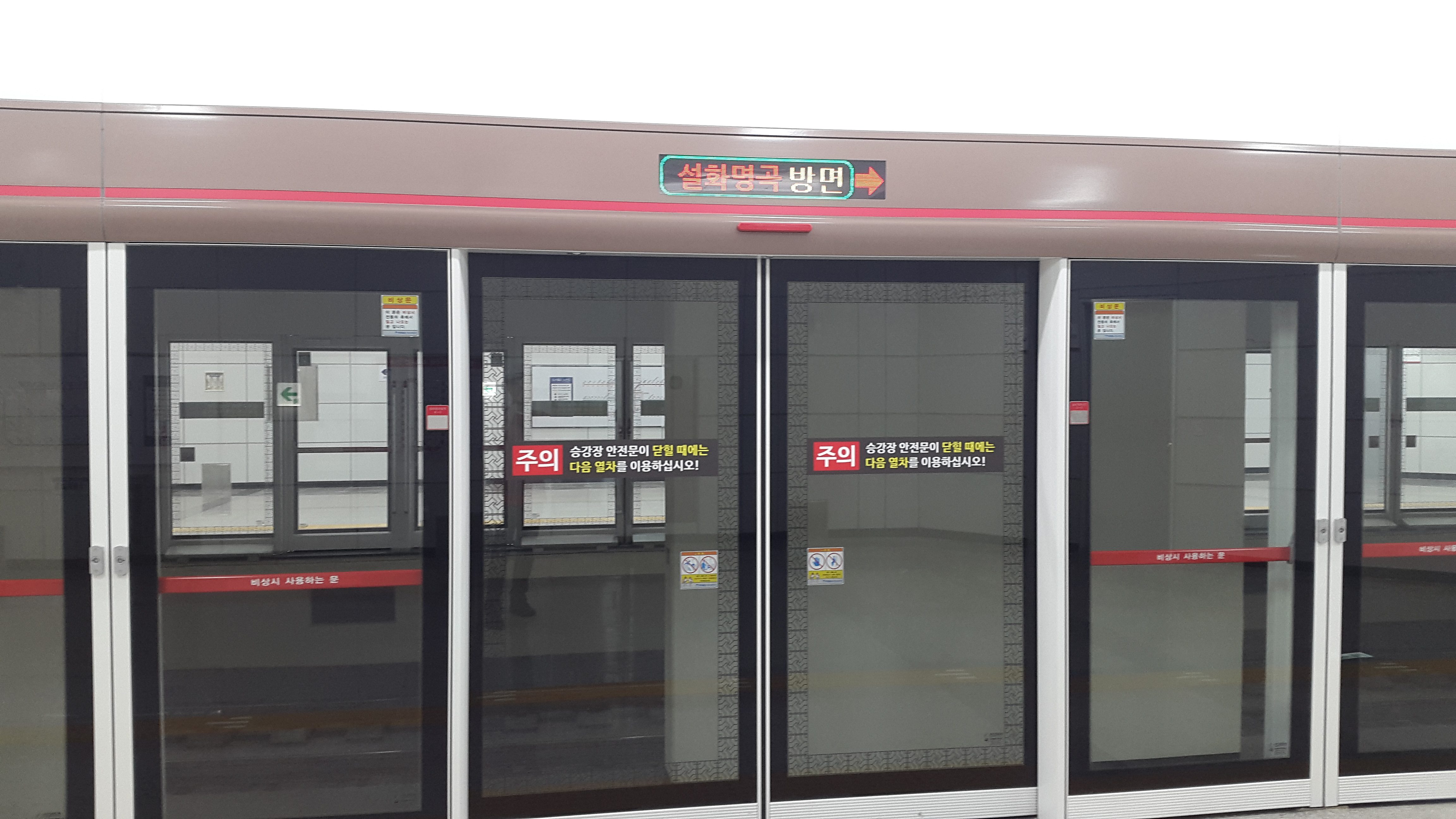
화원역 스크린도어2
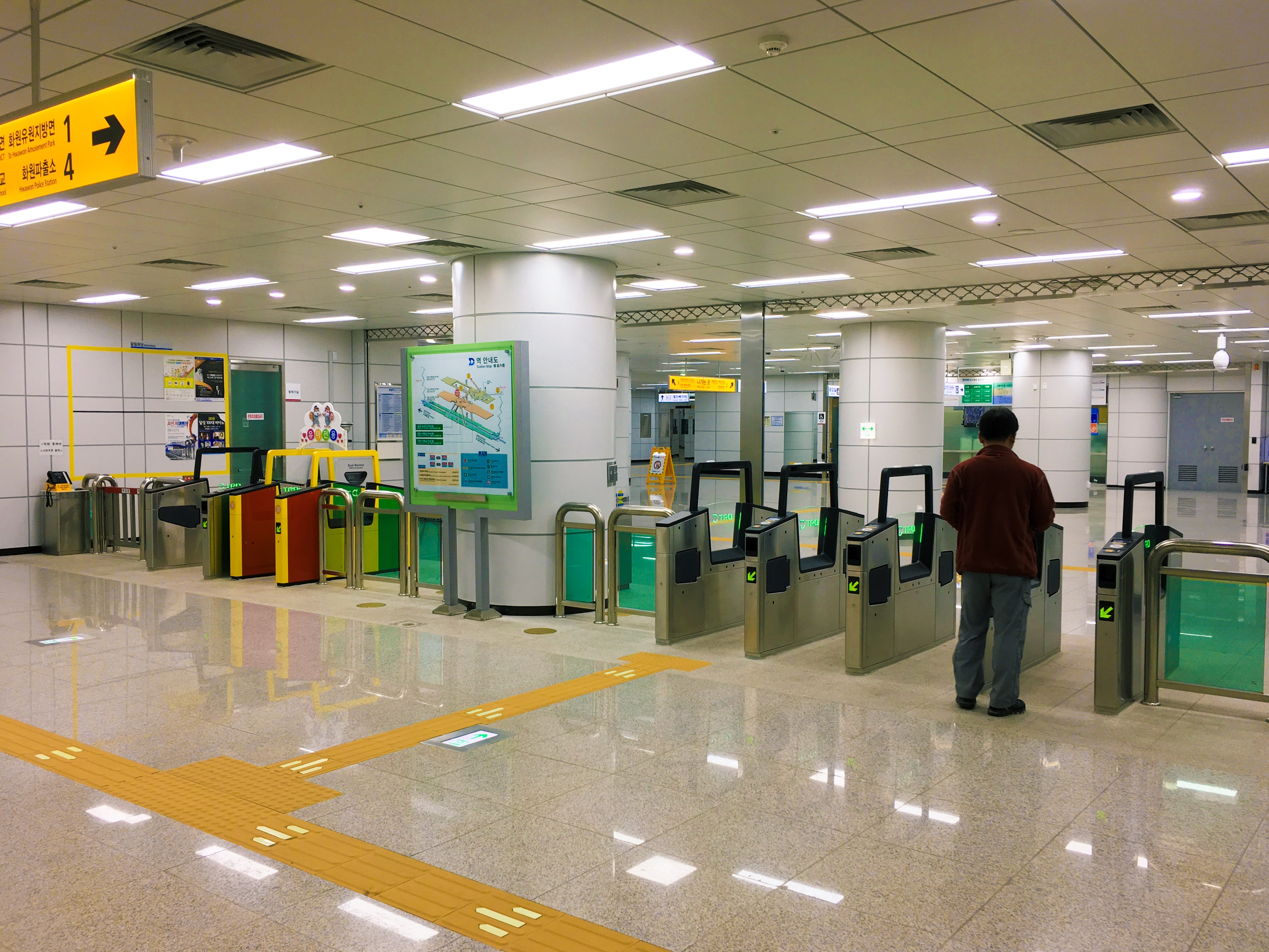
개찰구